# Spritzschatten

Illustration: die Spritzdüse (rechts) trägt das Spritzgut (blau) auf die Zielfläche (links) auf, durch die runden Hindernisse entsteht der Spritzschatten (rot markiert)

Als Spritzschatten wird der Bereich bezeichnet, auf den bei Spritzvorgängen kein oder nur eine unzureichende Menge Spritzgut gelangt. Die Problematik der Spritzschatten spielt beispielsweise in der Land- und Forstwirtschaft, im Bauwesen, im Bereich der Reinigung und Desinfektion, beim Lackieren oder in der Rechtsmedizin eine Rolle. Der Spritzschatten wird, vor allem im Bereich der Reinigung und Lackierung, auch alternativ als Sprühschatten bezeichnet.

## Allgemeine Definition
Bei einem Spritzvorgang wird das Spritzgut mittels einer technischen Vorrichtung, zum Beispiel einer Spritzdüse oder eines Ventils, auf die Zielfläche aufgetragen. Befindet sich dabei zwischen der Düse und der Zielfläche ein bauseitig bedingter Gegenstand, ein Fremdkörper oder (etwa in der Landwirtschaft) ein Pflanzenteil, bleibt das Spritzgut an diesem hängen oder wird davon abgelenkt, der hinter diesem Objekt liegende Bereich wird nicht erreicht und bleibt weitestgehend unbehandelt.

## Beispiele

### Land- und Forstwirtschaft

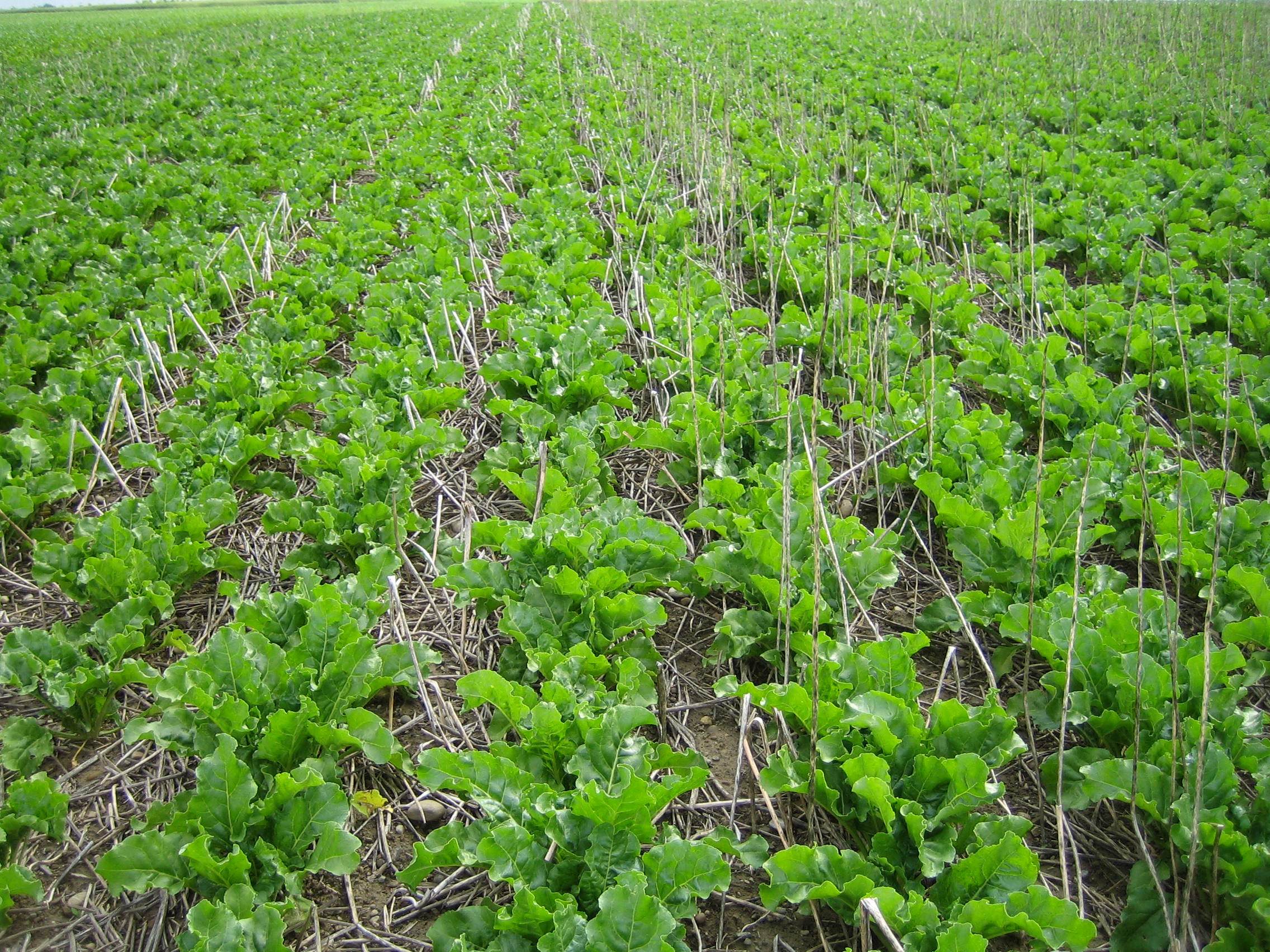
Rübenfeld kurz vor dem Zeitpunkt des Reihenschlusses: eine flächige Applikation von Schutzmitteln erreicht nur noch wenig Bodenfläche

In der Landwirtschaft stellt das Auftreten von Spritzschatten ein Problem in der Unkrautbekämpfung und bei Pflanzenschutzmaßnahmen dar. Bei einer Aufbringung des Pflanzenschutz- oder des Unkrautbekämpungsmittels aus Düsen, die die Mittel flächendeckend von oben versprühen, werden die Flächen, die von den Blättern der Pflanzen verdeckt werden, schlecht bzw. gar nicht erreicht. Spätestens zum Zeitpunkt des Reihenschlusses ist eine Effektivität dieser Methode nicht mehr gegeben. Abhilfe schafft für die Landwirte die Anwendung alternativer Applikationsverfahren, zum Beispiel werden Unterblattspritzgeräte, Doppelflachstrahldüsen und sogenannte Dropleg-Spritzbeine verwendet, um auch die beschatteten Stellen unter den Pflanzen zu erreichen.
Auch in der Forstwirtschaft kann es zu Problemen durch Spritzschatten kommen. Fallen im Forst große Mengen Rundholz an, etwa nach einem Sturm- oder Orkanereignis, werden diese häufig im Wald in Nasslagern auf Poltern zwischengelagert. Um das Holz vor Beschädigungen durch Insekten- oder Pilzbefall zu schützen, muss es mittels Beregnungsanlagen feucht gehalten werden. Sind dabei die Polter so gestapelt, dass weiter unten lagernde Stämme von darüber liegenden überragt werden, liegen diese im Spritzschatten und werden durch das Wasser der Anlagen nicht mehr erreicht. Vor allem an den Stammenden kann es dadurch zu holzschädigendem Pilz- oder Insektenbefall kommen.

### Bauwesen
Im Bauwesen können auftretende Spritzschatten zum Beispiel bei der Verwendung von Spritzbeton für Probleme sorgen. Ursachen für Spritzschatten sind dabei etwa ein ungünstiger Anspritzwinkel oder vorhandene Gegenstände wie Gerüststangen, die sich zwischen der Spritzdüse und der Zielfläche befinden. Auch bei vorhandener Bewehrung muss darauf geachtet werden, dass hinter dieser keine Hohlräume oder Stellen mit zu wenig Beton entstehen, die später die Festigkeit und Stabilität des Bauwerks beeinträchtigen könnten.

### Medizin
In der Forensischen Medizin taucht der Begriff des Spritzschattens in der Terminologie der Blutspurenanalyse auf. Fehlendes Blut an Stellen, an denen gemäß der Umgebung eigentlich Spuren vorhanden sein sollten, dienen Rechtsmedizinern zum Beispiel als Hinweis, dass am Ort des Geschehens etwas bewegt wurde oder sich bewegt hat.

### Reinigung und Desinfektion
Bei der maschinellen Reinigung und Desinfektion bezeichnet der Spritzschatten diejenigen Stellen, die nicht vom Reinigungsmittel erreicht werden. Dieser Effekt tritt zum Beispiel bei Geschirrspülmaschinen auf, wenn das Spülmittel an Bauteilen der Maschine hängen bleibt und nicht ausreichend auf das Spülgut gelangt. Derselbe Effekt tritt auch auf dem Gebiet der industriellen Reinigung von Bauteilen oder bei der Desinfektion von medizinischen und lebensmitteltechnischen Anlagen und Produkten auf. Der Spritzschatten kann bei diesen Anwendungen durch technische Lösungen, wie etwa durch den Einsatz beweglicher Spritzdüsen oder durch bauseitige Anpassungen, verhindert bzw. verringert werden.